# Андроїд

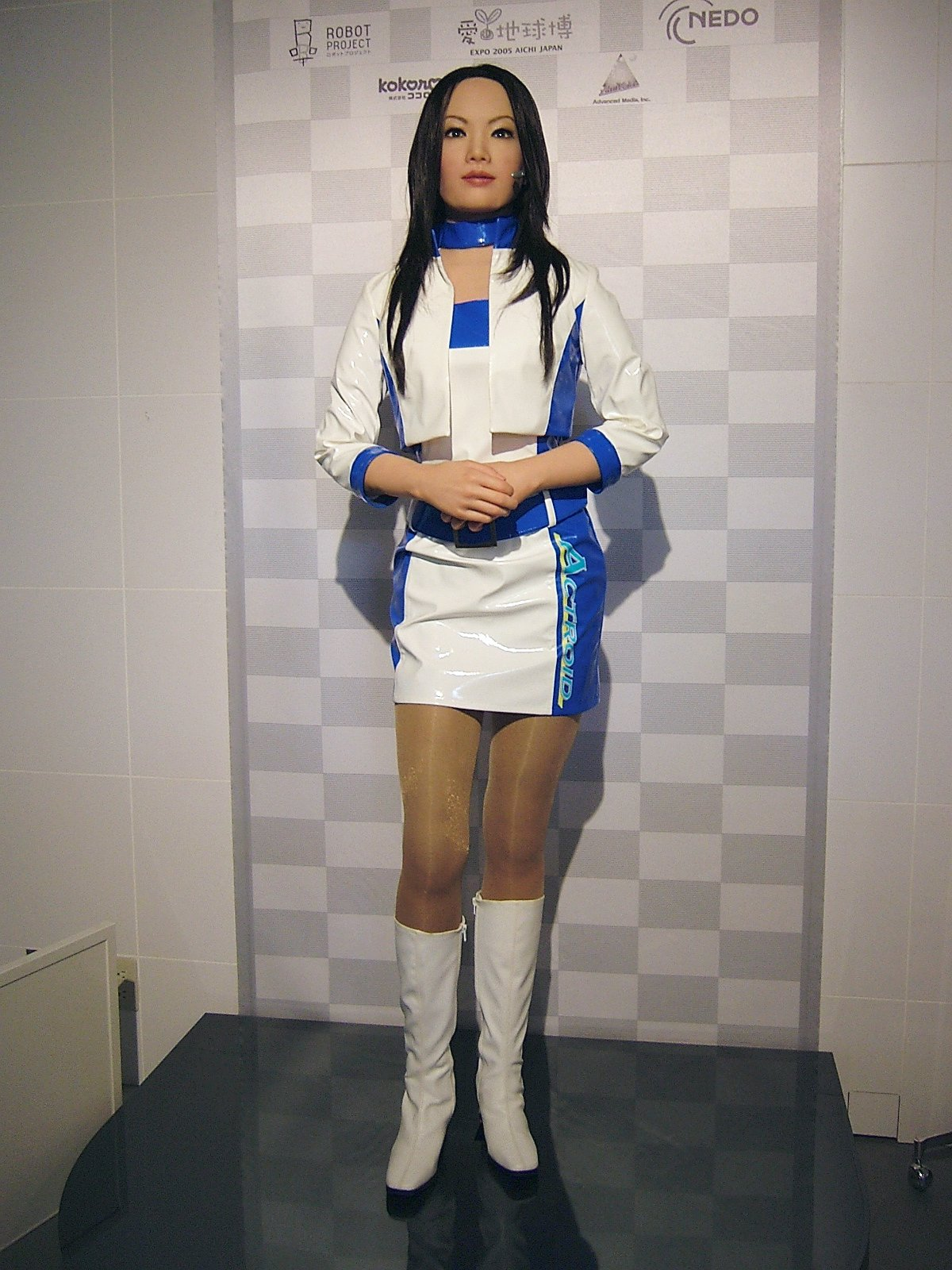
DER 01 (Актроїд японського виробництва)

Андро́їд — робот, подібний до людини як зовні, так і за поведінкою. У проєкті є окрема стаття «Робот-гуманоїд».
У «Зоряних війнах» використовується похідний термін — дроїд.
Андроїд, робот-гуманоїд або синтетичний організм розроблено так, щоби він виглядав і діяв, як людина, особливо з точки зору схожості з людським тілом. Історично склалося, що андроїди довго залишалися повністю в області наукової фантастики, де вони часто були присутніми в кіно та на телебаченні. Лише останнім часом поступ в області робототехніки дозволив створити функціональних і реалістичних людиноподібних роботів.

## Етимологія
Слово походить від грецького кореня ἀνδρ-, «людина» (чоловік, на відміну від anthrop- людина) і суфікс -oid («має значення: форма або подоба»). У той час, як термін «Android» використовується як посилання на робота-людину загалом, робот з жіночою зовнішністю також може згадуватися, як «гіноїд».
Термін «Android» з'явився у патентах США ще 1863 року по відношенню до мініатюрних людиноподібних іграшок-автоматів. У більш сучасному розумінні термін андроїд було використано французьким автором Вільє де Ліль-Аданом у власній роботі Tomorrow's Eve (1886 року). У цій історії згадується штучний людиноподібний робот на ім'я Hadaly. Назва вплинула на англійську мову наукової фантастики, починаючи з Джека Вільямсона The Cometeers (1936), а також відмінності між механічними роботами і м'ясистими андроїдами було розповсюджено Едмондом Гамільтоном у романі Captain Future (1940—1944).
Хоча роботи Карела Чапека у R.U.R. (Россумські Універсальні Роботи) (1921), були органічними штучними людьми, слово «робот» у першу чергу відносяться до механічних людей, тварин та інших істот. Термін «андроїд» може означати одного з них, натомість як кіборг («кібернетичний організм» або «біонічна людина») є істотою, яка поєднує органічні і механічні частин.
Термін «дроїд», який популяризував Джордж Лукас у оригінальному фільмі «Зоряні війни», і досі широко використовується у наукової фантастиці, виник як скорочення з «android», але був використаний Лукасом та іншими, для позначення будь-якого робота, у тому числі явно не у формі людини-машини, як R2-D2. Слово «android», також, було використано у Star Trek: епізоді оригінального серіалу «What Are Little Girls Made Of?» Вислів «andy», вигадав, як зневажливу, письменник Філіп К. Дік у своєму романі «Do Androids Dream of Electric Sheep?»
Автори використовували назву андроїд більш різноманітними способами, ніж робот або кіборг. У деяких художніх творах, різниця між роботом та андроїдом помітна лише за зовнішнім виглядом, В інших історіях, автори використовували слово «андроїд», для означення повністю органічного, але штучного, створіння.
Ерік Г. Вілсон, який визначає андроїда як «синтетичну» людину, розрізняє три види андроїдів, на основі композиції їх тіла:
- Тип мумія — де андроїди зроблено з «мертвих речей» або «жорсткого, неживого, природного матеріалу», у вигляді мумій, маріонеток, ляльок і статуй;

- Тип ґолем — андроїди, виготовлені з гнучкого, можливо, органічного матеріалу, у тому числі ґолемс і гомункулусів;

- Тип автомат — андроїди, які являють собою суміш неживих і живих частин, у тому числі, і роботів — автоматів.

Хоча людська морфологія не обов'язково є ідеальною формою для означення роботів-робітників, захоплення з розробки роботів, які можуть наслідувати людину, можна знайти історично у застосуванні двох понять: симулякри (пристрої, які володіють подобою) й автомати (пристрої, які мають незалежність).

## Проєкти

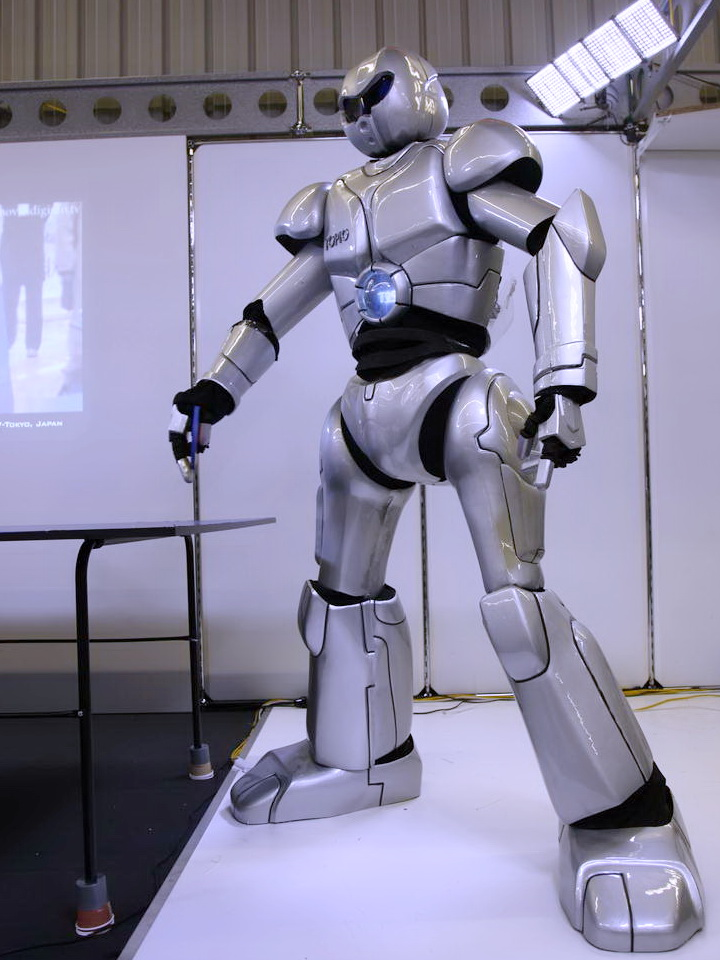
TOPIO 2.0. Він може грати в настільний теніс з людьми

Кілька проєктів, спрямованих на створення андроїдів, які виглядають і, певною мірою, говорять або діють, як людська істота, було розпочато давно.

### Японія
Intelligent Robotics Lab, (директор Хіросі Ісігуро) в Університеті Осаки та Kokoro Co., Ltd. продемонстрували Actroid на ЕКСПО-2005 у префектурі Айті, Японія, також, випустила Telenoid R1 2010 року. 2006 року, Kokoro Co. розробила нову DER 2 Android. Висота людської частини тіла DER2 становить 165 см і є 47 ступенів свободи. DER2 може не лише змінювати вираз обличчя, але й переміщати свої руки і ноги і повертати власне тіло. «Повітряна сервосистема», яку розроблено Kokoro Co, використовується для приводу. Через те, що виконавчий механізм з тиском повітря точно контролюється за допомогою системи, що стежить, рух андроїда дуже плавний та створює мало шуму. Ззовні, DER2 має більш гарні пропорції, порівняно з попередньою моделлю (має тонші руки і ширший набір виразів). Після того, як його запрограмовано, він здатний виконувати хореографічні рухи і жести разом з голосом.
Intelligent Mechatronics Lab, (директор Хіроші Кобаяші) у Токійському університеті науки, розробив голову андроїда під назвою Сая, яка виставлялася в Robodex 2002 у Йокогамі, Японія. У даний час, є кілька інших ініціатив у всьому світі, пов'язаних з науковими дослідженнями та розробкою людиноподібних роботів, які, ми сподіваємося, впровадять більше різноманіття втілених технологій, у найближчому майбутньому. Тепер, Сая працює у Науковому університеті Токіо як зразок.
Університет Васеда (Японія) і виробник NTT Docomo's, досягли успіху у створенні змінюваної форми робота WD-2. Вона здатна змінювати своє обличчя. По-перше, творці, знайшли позиції потрібних точок, щоби окреслити контури очей, носа та інше, як у певної людини. Робот змінює своє обличчя, зсунувши усі точки на потрібні позиції. Першу версію робота, було розроблено ще 2003 року. Пізніше, рік по тому, було зроблено кілька істотних поліпшень конструкції. Робот оснащено еластичною маскою, та він використовує систему керування з блоком 3DOF. Робот WD-2, може змінити риси свого обличчя шляхом активації певних точок особи на масці, які мають три ступені свободи. У нього, є 17 лицьових точок, і загалом, 56 ступенів свободи. Що стосується матеріалів, які використано, то маскування WD-2 виготовлено з високо-еластичного матеріалу під назвою Septom, змішаного з додатками «сталевої вовни», задля підвищення міцності. Іншими технічними характеристиками, є вал, що знаходиться за маскою у певному місці обличчя, з приводом від електродвигуна постійного струму, за допомогою простого шківа і ковзального гвинта. Мабуть, дослідники зможуть також, змінювати форму маски, на основі наявних людських облич. Задля «відтворювання» облич людей, їм потрібно лише 3D-сканер для визначення місця розташування 17 лицьових точок особи. Після цього, вони ставитимуться у робоче положення, за допомогою ноутбуку та 56 плат керування двигунами. Окрім того, дослідники також відзначили, що робот може, навіть, наслідувати людину за стилем волосся та кольором шкіри, якщо фото їх облич проєктується на 3D Mask.

### Південна Корея

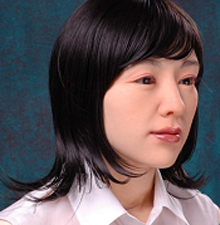
Ever-2, перший андроїд, який має здатність співати

Досліджена і розроблена KITECH, Ever-1, андроїд-модель міжособистісної комунікації, здатна відтворювати емоційний вираз людського обличчя за допомогою «м'язів» та здатна на зародкову розмову, зі словниковим запасом близько 400 слів. Вона становить 160 см заввишки і важить 50 кг, що відповідає середній фігурі корейської жінки. Назва Ever-1 походить від біблійної Єви, з додатком — літерою р для позначення робота. Ever-1 з обчислювальною обробкою підвищеної потужності, дозволяє розпізнавання мови і вокалу, одночасно з синхронізацією губ, та візуального (на 90 градусів) розпізнавання осіб, за допомогою мікро-ПЗС-камер. Незалежний мікрочип усередині її штучного мозку, обробляє виразні жести, координацію тіла і вираження емоцій.
Увесь її корпус виконано з високорозвиненого синтетичного желе кремнію і 60 штучних суглобів у її обличчі, шиї та нижній частині тіла; вона здатна демонструвати природні вирази обличчя, співати та одночасно, танцювати. У Південній Кореї, Міністерство інформації і зв'язку, має захопливий план, поставити робота у кожному будинку до 2020 року. Для країни, було заплановано будівництво кількох міст- роботів. Перше планувалося побудувати 2016 року на суму 500 млрд вон (440 млн доларів), з яких 50 млрд вон прямих інвестицій, є урядовими. У нових містах-роботах, буде розташовано науково-дослідні центри для виробників та постачальників деталей, а також виставкові зали та стадіони для змагань роботів. Нова робототехнічна етика «Хартія країни» становить основні правила та закони щодо взаємодії людини з роботами у майбутньому, установлює стандарти для робототехніки, користувачів і виробників, а також рекомендації з етичних стандартів, які буде запрограмовано у роботи, щоб запобігти людським зловживанням роботами і навпаки.

## Корисність
Людиноподібні роботи використовуються у багатьох областях наукових досліджень.
З одного боку, дослідники використовують свої знання про людське тіло і його біомеханіку для вивчення та створення людиноподібних роботів, натомість такі спроби моделювання

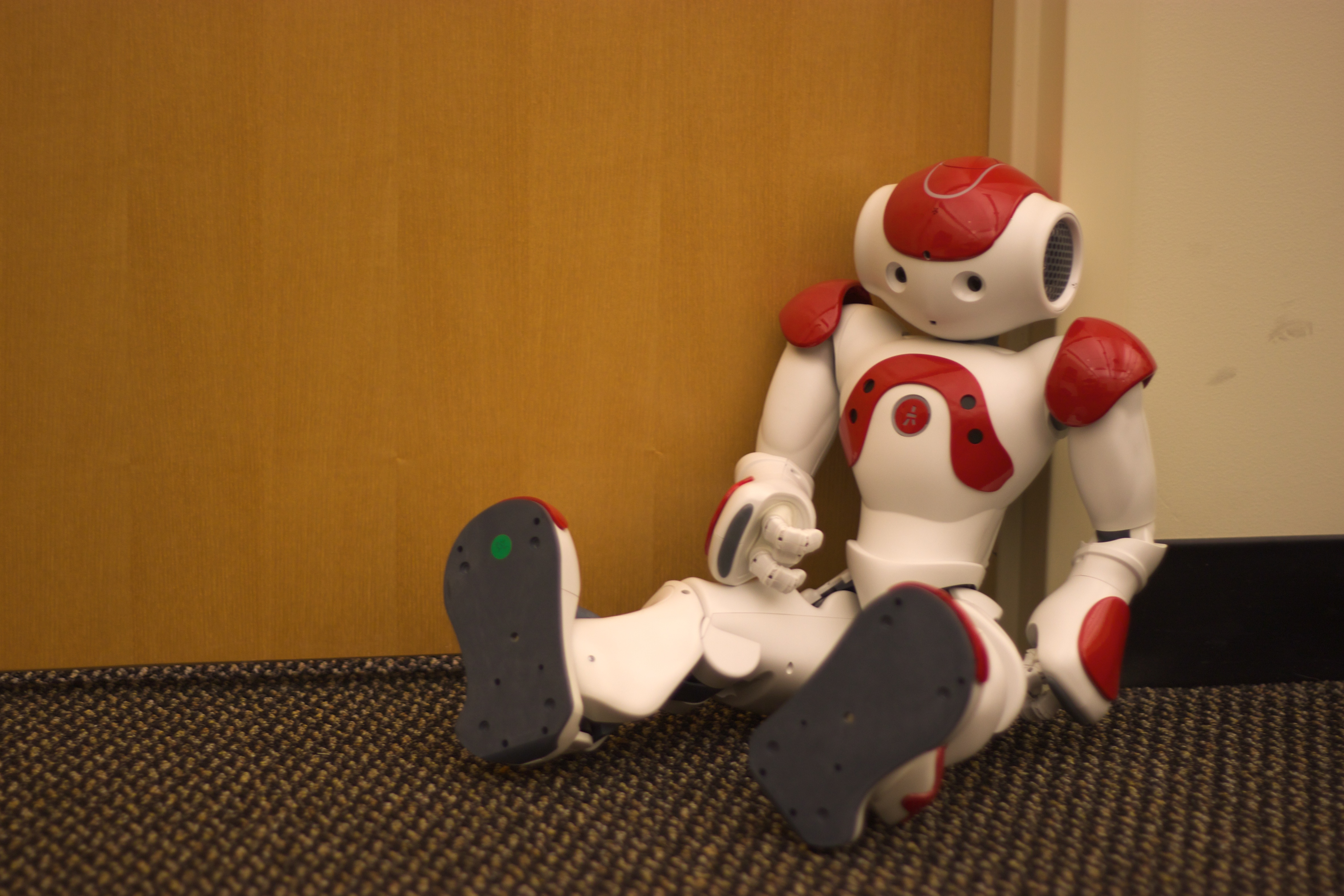
Нао є автономним програмованим роботом. Він брав участь у міжнародному турнірі RoboCup з роботизованого футболу

андроїдів, дозволяють краще зрозуміти тіло людини.
Вивчення пізнання, зосереджені на розумових діях і тому, як людський розум розвиває процеси сприйняття і рухових навичок, дозволяє розробляти комп'ютерні моделі людської поведінки і у цьому помітно значний поступ.
Оскільки, первинною метою досліджень у галузі людиноподібної робототехніки, було побудувати більше протезів та ортопедичних пристосувань для людини, ці дві дисципліни взаємно підтримуються. Приклади — протези для жертв нервово-м'язових захворювань, протезування щиколотки/стопи або реалістичні протези передпліччя.
На додаток до досліджень, людиноподібні роботи розробляються задля виконання людських завдань, таких як допомога людині, або небезпечна праця. Такі роботи будуть корисними для майбутніх ризикованих подорожей з дослідження космосу, без повернення на Землю.
Завдяки гуманоїдній формі, ці роботи могли-б теоретично, виконувати будь-які можливі дії для людини, за умови, що їх оснащено відповідним інтерфейсом та програмними функціями. Однак, величезна складність, значно обмежує їх практичне застосування.
Крім того, вони стають все більш популярними в індустрії розваг. Наприклад, деякі роботи можуть співати, грати музику, танцювати і говорити з громадськістю. Кілька парків розваг Діснея також використовують людиноподібних роботів. Вони достатньо реалістичні і можуть бути прийняті за людину, якщо спостерігати з відстані.